# IC 1694
IC 1694 је спирална галаксија у сазвјежђу Кит која се налази на листи објеката дубоког неба у Индекс каталогу.
Деклинација објекта је + 1° 36' 28" а ректасцензија 1h 24m 47,7s. Привидна величина (магнитуда) објекта IC 1694 износи 14,1 а фотографска магнитуда 14,9. IC 1694 је још познат и под ознакама CGCG 385-111, PGC 5221.